# Olmazor
Olmazor (ros. Алмазар, Ałmazar) – osiedle typu miejskiego we wschodnim Uzbekistanie, do 1963 roku wieś o nazwie Wriewskij.

## Miasto
Osada została założona przez rosyjskich chłopów na pustyni, którą zalewała rzeka Chirchiq, prawy dopływ Syr-darii. Pierwotnie otrzymała nazwę Wriewskij na cześć rosyjskiego generała Aleksandra B. Wriewskiego (1834–1910), generał-gubernatora Turkiestanu w latach 1889–1898. Miejscowość leży w tumanie Chinoz wilajetu taszkenckiego. Od wybudowania linii kolejowej z Taszkentu do Xovos w osiedlu funkcjonowała stacja kolejowa Wriewskij (obecnie także Olmazor). W mieście działają zakłady przemysłowe: cegielnia i fabryka materiałów budowlanych oraz fabryka mebli. Uprawa owoców i winorośli.

## Centrum Wyszkolenia PSZ
W 1942 roku umieszczono tu Centrum Wyszkolenia Armii (Armii Andersa). Komendantem Centrum był płk Nikodem Sulik, zastępcą płk kaw. Roman Józef Safar.

### Szkoła Podchorążych
Szkołę Podchorążych ulokowano w dużym budynku, mieszczącym m.in. sale uczniów, kancelarie i mieszkania kadry. Intensywne szkolenie obejmowało wykłady i ćwiczenia praktyczne piechoty, terenoznawstwo, ze szczególnym naciskiem na sprawność bojową. Rozdanie dyplomów ukończenia I Kursu Unitarnego Szkoły Podchorążych nastąpiło 12 marca 1942 roku z udziałem szefa sztabu Polskich Sił Zbrojnych gen. Zygmunta Bohusza-Szyszko. 24 marca 1942 roku rozpoczął się I etap ewakuacji Armii Andersa do Iranu.

### Saperzy
W skład Centrum Wyszkolenia Armii wchodził Ośrodek Szkolenia Saperów.
Ponadto w 1942 roku w rejonie miejscowości Wriewskij stacjonował 1 Pułk Saperów, który liczył wtedy około 200 ludzi bez przeszkolenia i wyposażenia. Już po ewakuacji do Iranu i Iraku, w październiku 1942 roku z połączenia Baonu Saperów 2 Korpusu i 1 Pułku Saperów Armii został sformowany 10 Baon Saperów Armii.

## Junacy
Na stacji kolejowej Wriewskij zgrupowano też kilkuset junaków z oddziałów junackich Polskich Sił Zbrojnych. Do wojska przyjmowano bowiem zgłaszającą się młodzież „sybiracką” w wieku 14–18 lat, dla której utworzono szkoły junackie m.in. w celu zapewnienia wojsku przyszłych, wykształconych kadr. Junacy dostali mundury wojskowe i już w Rosji rozpoczęli naukę. W Iranie młodszych junaków zwolniono, trafili potem do obozów w Valivade i Balachadi.